# Helge Pohjolan-Pirhonen
Helge Ingmar Emanuel Pohjolan-Pirhonen, född 23 november 1919 i Helsingfors, död 17 juli  1984 i Sulkava, biträdande professor vid Helsingfors universitet 1964. Han var gift med författarinnan Ursula Pohjolan-Pirhonen. De omkom tillsammans i en trafikolycka i Sulkava. 
Hans specialområde är 1500-talet. Han var elev till Jalmari Jaakkola; nationalismen har främst yttrat sig i ämnesvalet och i en betoning av det finska och Finlands roll för den politiska utvecklingen i Sverige. Helge Pohjolan-Pirhonen har analyserat Kalmarunionens sista år i Finland. 